# Атлиг
Атлиг (англ. Athleague; ирл. Áth Liag) — деревня в Ирландии, находится в графстве Роскоммон (провинция Коннахт) на реке Сак у пересечения дорог N63 и R357. Население — 900 человек (по данным 2006 года).